# 和泉川 (東京都)

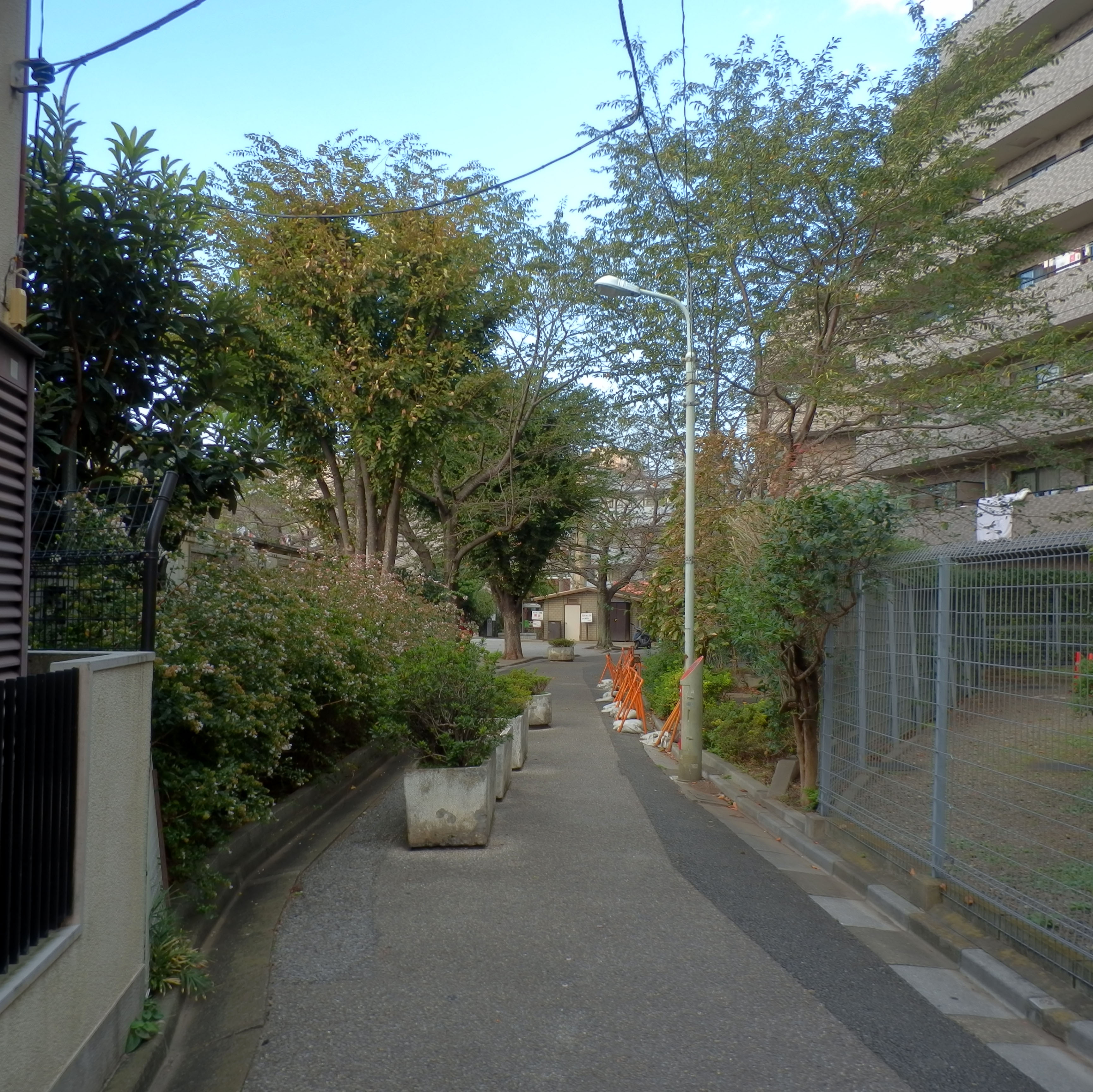
暗渠の様子（渋谷区幡ヶ谷3丁目）

和泉川（いずみがわ）は、かつて東京都杉並区、渋谷区および新宿区を流れていた神田川の支流である。昭和30年代に暗渠化され、東京都下水道局の落合処理区十二社幹線（延長2.3 km、流域面積3.2 km^2） として利用されている。なお、渋谷区の公文書には固有の名称は見られず、一貫して神田川支流と記載されている。

## 名称
神田川の支流の中では比較的大きな支流であり、橋跡などの痕跡にも多数残されているにもかかわらず、固有の河川名がはっきりとしない。
東京都下水道局十二社幹線
法律上の名称。現在は河川ではなく公共溝渠（下水道）に分類されているため。
神田川支流
渋谷区の公文書 に登場する名称。渋谷区では区内の河川を、水系別に①渋谷川、②渋谷川支流、③宇田川、④宇田川支流、⑤神田川支流、の5つに大別すると記載されている。それ以前では昭和30年代に暗渠化されたことが渋谷区の広報誌に何度か記述されているが、ここでも一貫して「神田川支流」と表記されている。
このためWeb上では、ほかの神田川の支流との区別のために付近の地名を採って「幡ヶ谷支流」「笹塚支流」などと記載されていることがある。
和泉川
戦前に編纂された中野区の歴史書 に、幡ヶ谷台地を流れる河川としてこの名称が登場する。なお、現在の流路の大部分を占める渋谷区の歴史書にこの名称は見られない。
玉川上水幡ヶ谷村分水末流
明治時代の東京府水車管理資料に登場する名称。玉川上水幡ヶ谷村分水の下流に位置することから。幡ヶ谷村の部分は「玉川上水幡ヶ谷村分水末流」とされている。この資料の角筈村の部分の記述では神田上水助水堀と混同されているので、一部流路は合流していたのかもしれない。
逆さ川
鈴木理生氏の著書『江戸の川・東京の川』（1989年井上書院）に登場する名称。上流部の玉川上水から盗水した水路の名称。
地蔵川
本町小学校の脇には地蔵橋という橋が架かっていたため、付近では「地蔵川」と呼ばれていたという伝承がある。しかし渋谷区の歴史資料には一切その名前は記述されていない。 
砂利場川
合流点付近の地名より。明治17年の田用水に関する調査 に記載されている。

## 地理
武蔵野台地の末端の一部に位置している淀橋台のうち、北は神田川の谷に面した幡ヶ谷台地、南斜面は渋谷川水系の代々木川と宇田川に侵蝕されている初台台地となっている。和泉川はこの幡ヶ谷台地と初台台地の間の浅い谷底を流れる自然河川である。
源流の谷頭は、杉並区和泉付近の萩久保とよばれた窪地である。この付近の地下水より発した流れは、渋谷区と杉並区の区界付近で、右岸から世田谷区代田付近に源流を持つ逆さ川（玉川上水幡ヶ谷村分水）を合わせ東流する。さらに右岸から、笹塚駅付近の牛窪、幡ヶ谷駅付近の地蔵窪、初台駅付近の小笠原窪（出羽様の池、旗洗池）などから流れ出す支流の湧水を集めて流下する。一帯は大正の頃までは湿地帯をなしており、幅広い谷底には長田圃と呼ばれる水田がつくられ、上流から順に笹塚田圃、中幡ヶ谷田圃、本村田圃と呼ばれていた。新宿区内に入ると北流しながら中野区との区界付近で神田川に合流していた。
甲州街道が通る初台台地は、神田川水系と渋谷川水系の分水嶺に相当する。この分水嶺に沿って玉川上水が開削されているが、その経路は京王線笹塚駅の近辺では和泉川が形成した牛窪と呼ばれる窪地を回避し、大きく南へ蛇行を余儀なくされている。
和泉川は全区間が1960年代までに暗渠化された。現在も確認することができる流路跡は、昔からあった自然河川である和泉川に、玉川上水の助水である幡ヶ谷村分水を併せたものとなっており、水田がつくられていた時代の水路などが複雑に入り組んだ流路群を形成している。上流では生活道路となっているところが多いが、中下流は公園・遊歩道として整備されているため、随所に河川の痕跡を見ることができる。

## 歴史
幡ヶ谷周辺では縄文時代・弥生時代の遺跡も散見されることから、歴史的に和泉川は幡ヶ谷付近で生活する人々の生命線的存在であった。とりわけ稲作農業を営む者にとってはきわめて重要な水源であったはずだが、河川としての規模は小さくまた源頭水源を有さないことから、その水供給はきわめて不安定であったものと推察される。しかしながら1654年に玉川上水が通水されても村内への分水の設置はなかなか許可されなかった。幡ヶ谷村への分水の許可は、1722年以降の新田開発政策によって多くの分水が許可されるようになってから50年以上遅れた1775年になってから、しかもその規模はかなり小さなもので、取水口のサイズはわずか4寸（名刺2枚程度）と玉川上水の分水としては最小であった。それでも地元にとっては重要な水源であったようで、1898年に玉川上水新水路建設に伴い分水が廃止となった際には、盗水を行ったうえでそれを湧き水と偽装することにより水源を確保していた。この偽装工作は、まず偽装のために周囲に小さな弁天池を掘り、その弁天池のほとりにもともと地元にあった弁財天を移設、そのあと弁天池の底を玉川上水と連結することで上水の水を湧き水のように偽装して弁天池へと導水するというかなり凝ったものであった。この偽装工作は、幡ヶ谷の市街化で農業用水としての存在理由が無くなり自然消滅するまで続いたという。なお、偽装に使われた弁財天は湧き水消滅後は本来の場所に戻されたそうである。
この取水口（弁天池）から現在の環状七号線の付近で和泉川へ流下するまでの道水路は、玉川上水とは逆に西に向かって流れていたことから、地元では逆さ川とも呼ばれていたという。

## 流域の自治体
東京都
渋谷区、杉並区、新宿区、世田谷区、中野区

## 橋梁
- 十五号橋（環七通り）
- 三郡橋
- 欅橋
- 境橋
- 新十二号橋
- 新十一号橋
- 一之字橋（十号通り）
- 明治橋（この付近にかつて明治薬学専門学校（現・明治薬科大学）があったことから）
- 北笹幡橋
- 笹幡橋（中野通り）
- 庚申橋
- 三又橋
- 神橋
- 中之橋
- 中幡橋
- 新道橋（六号通り）
- 桜橋
- 氷川橋（幡ヶ谷氷川神社に由来）
- 柳橋
- 地蔵橋（かつて橋のたもとに酒呑地蔵と呼ばれる地蔵があったことから。地蔵川の由来か。）
- 裏門橋
- 新橋
- 本村橋
- 村木橋
- 弁天橋
- 二軒家橋
- 杢右衛門橋
- 清水橋（山手通り）
- 大関橋
- 交和橋（方南通り）
- 榎橋
- 柳橋
- 羽衣橋
- 長者第一号橋（中野長者・鈴木九郎に由来）
- 長者第二号橋

## ギャラリー

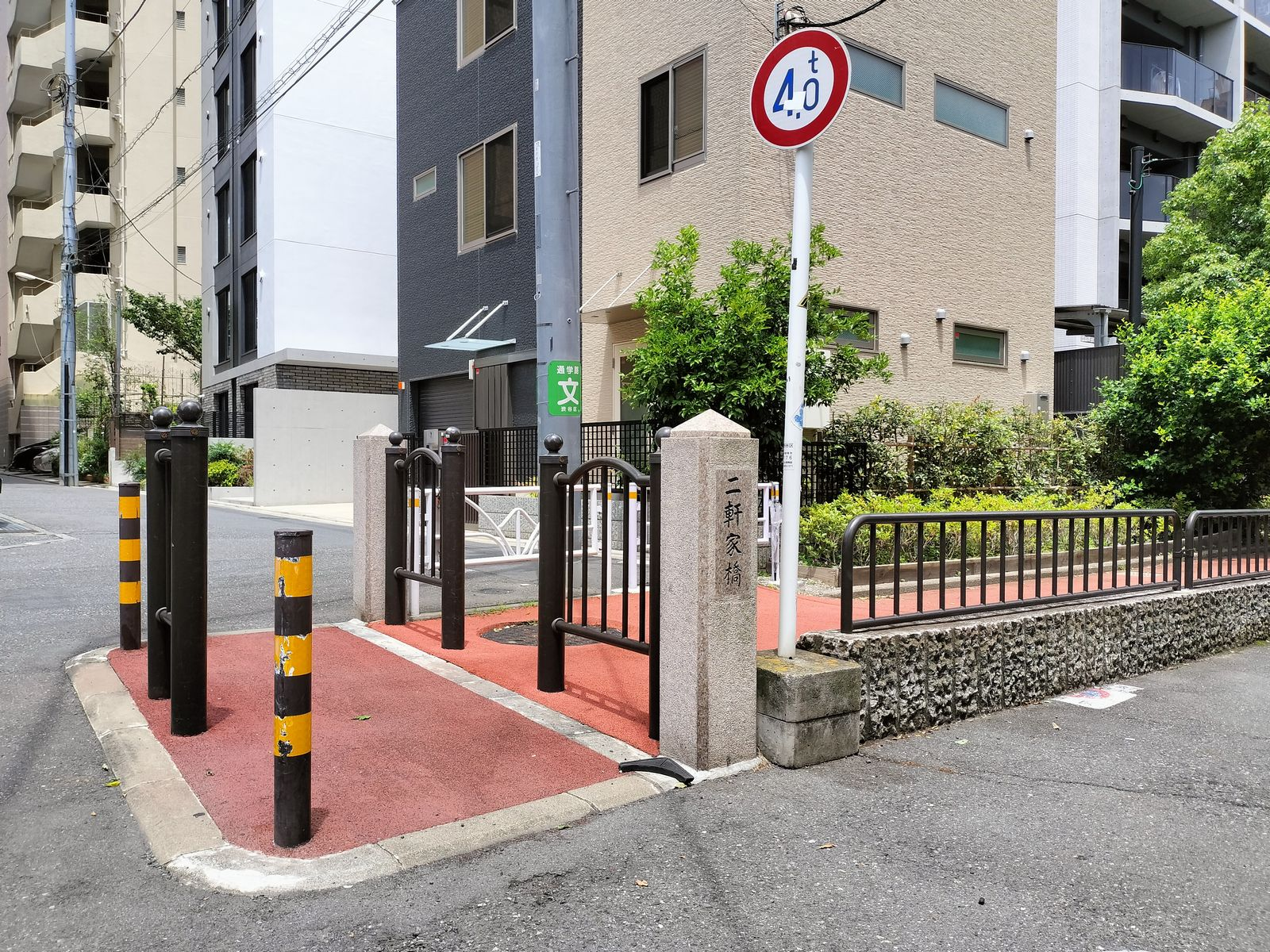
二軒屋橋
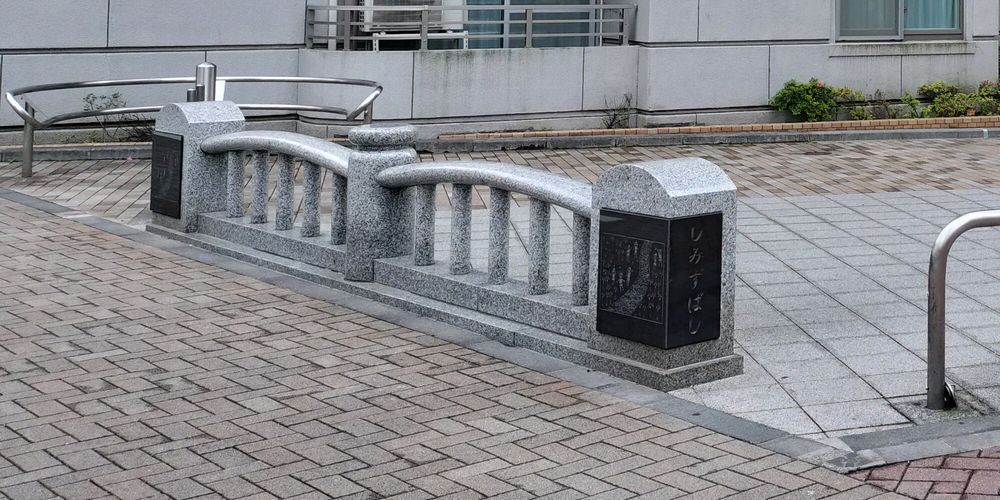
清水橋欄干のモニュメント（清水橋交差点の南西付近）
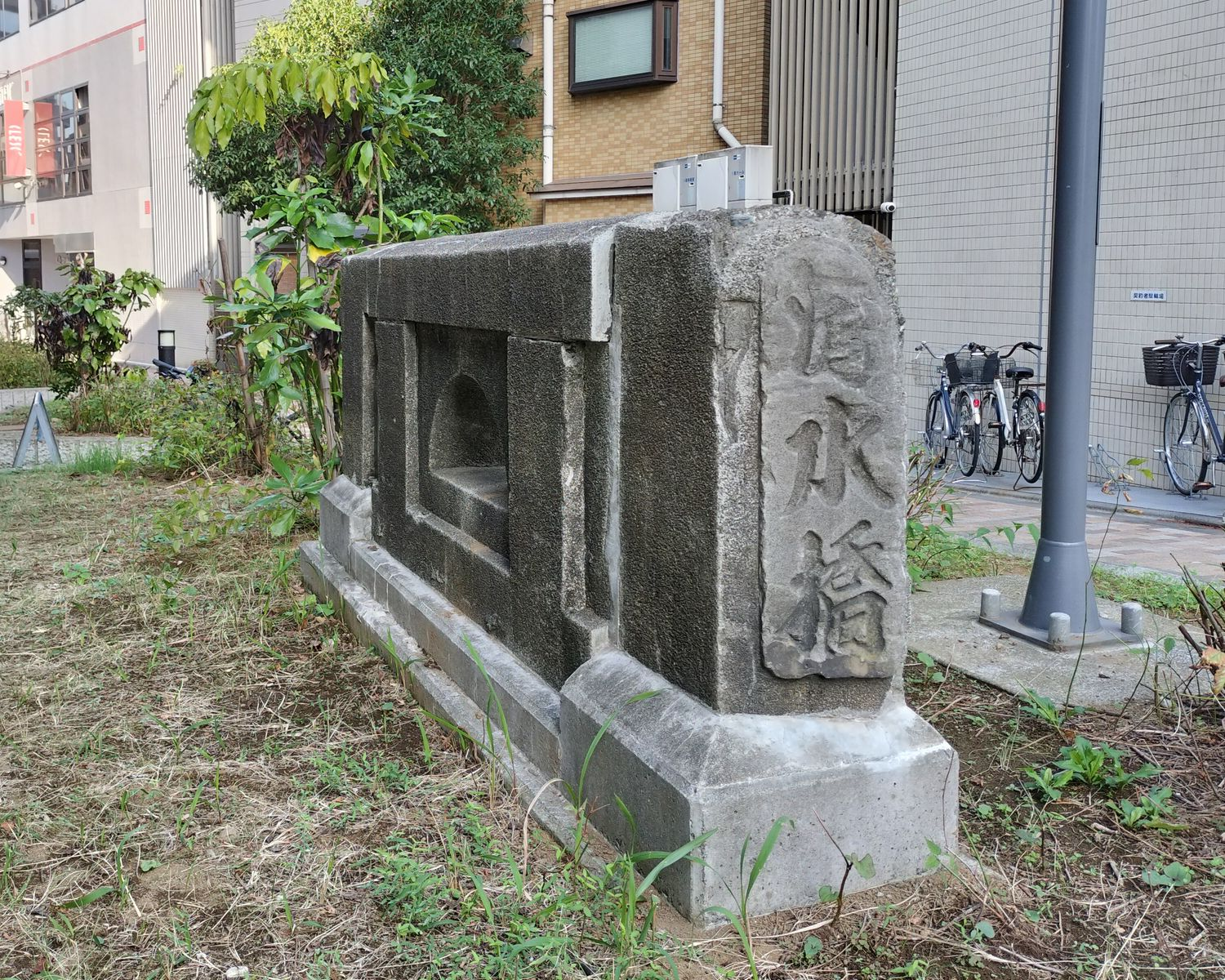
旧清水橋の欄干（清水橋交差点の南東付近）
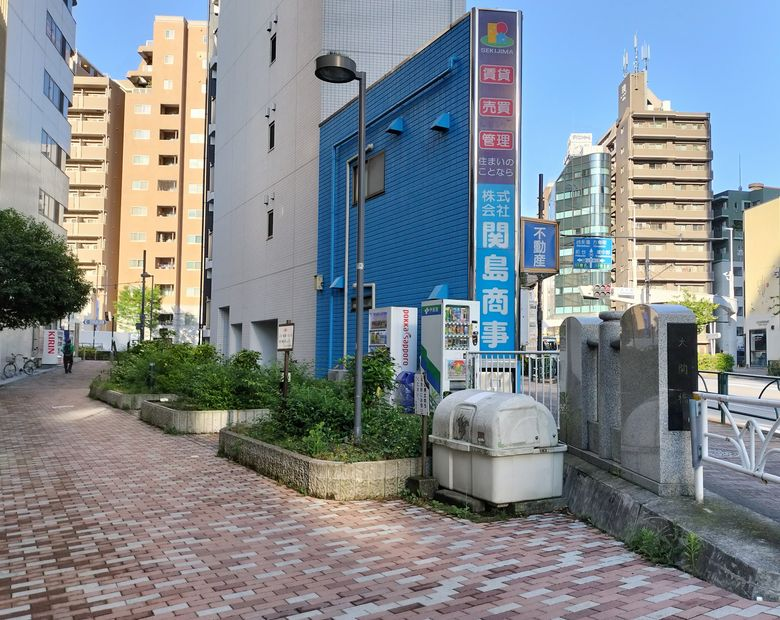
大関橋
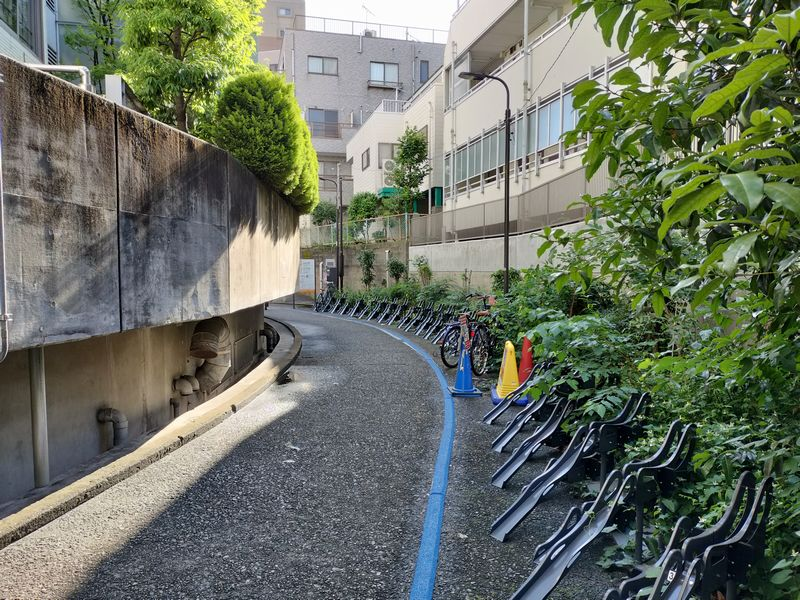
西新宿五丁目駅の裏では駐輪場として使われている。
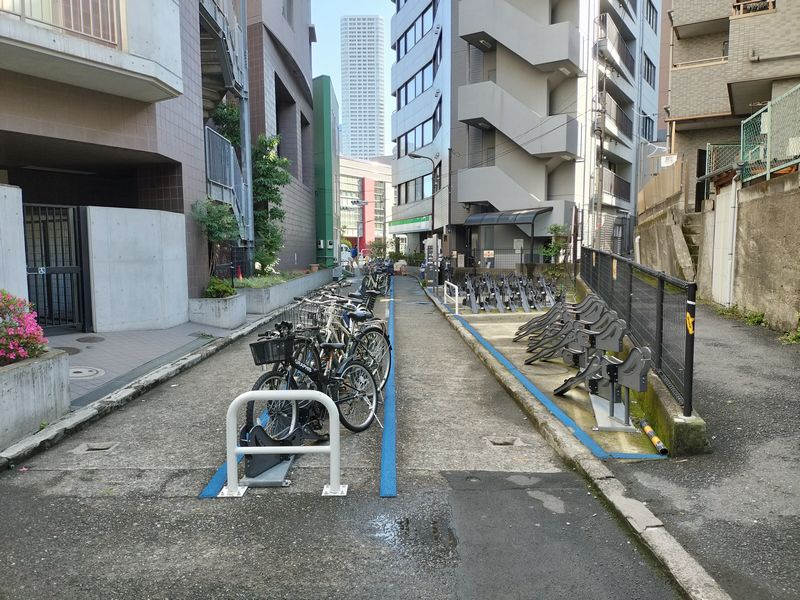
方南通りの手前
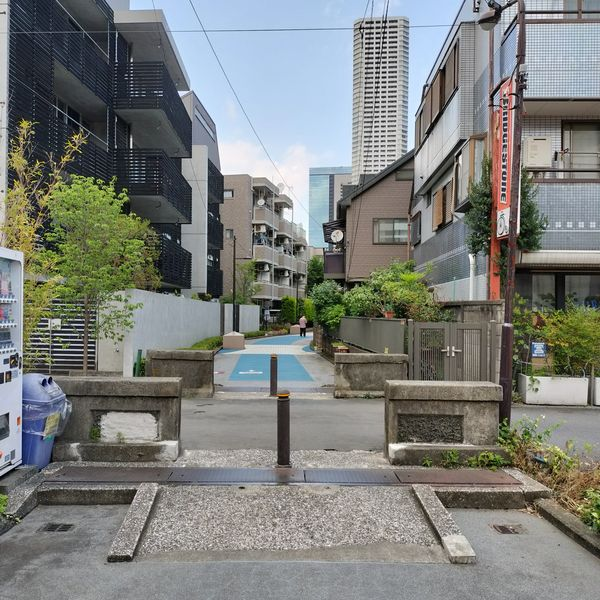
榎橋
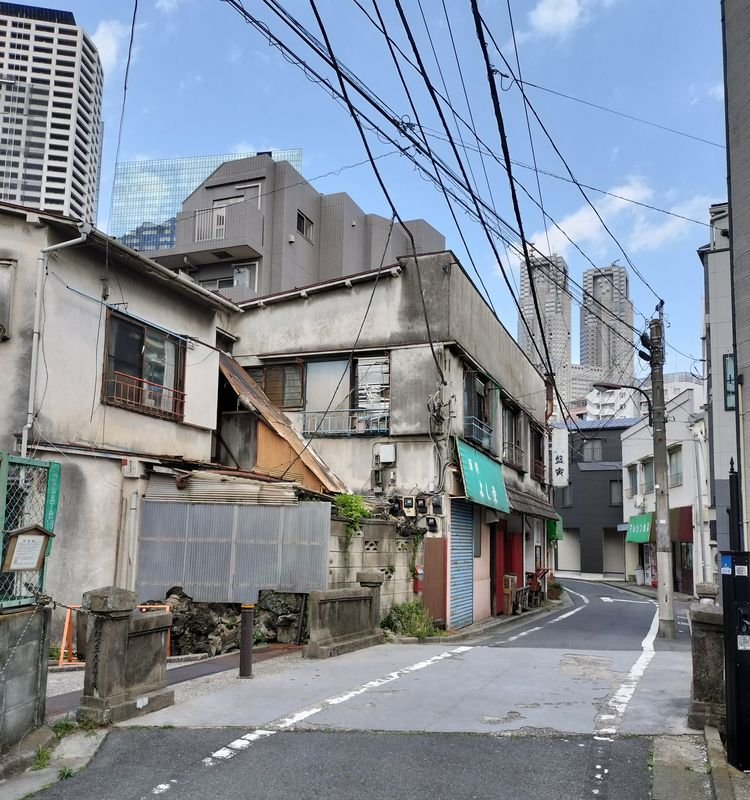
柳橋
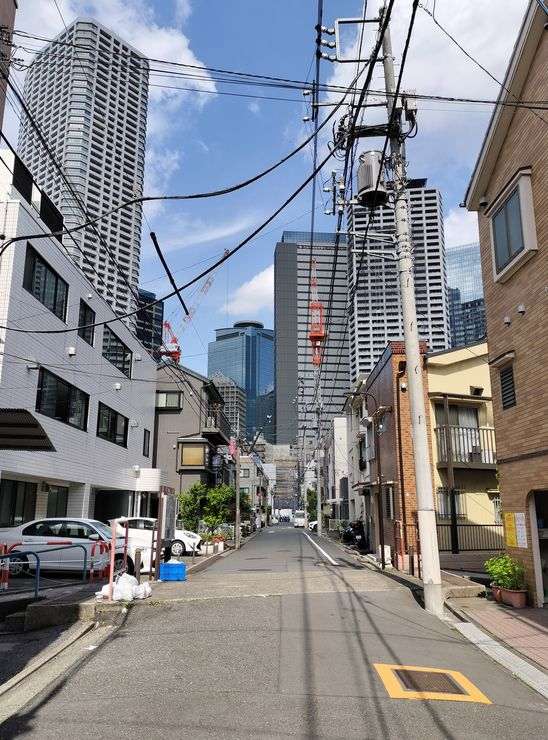
長者第二号橋を西から見る。
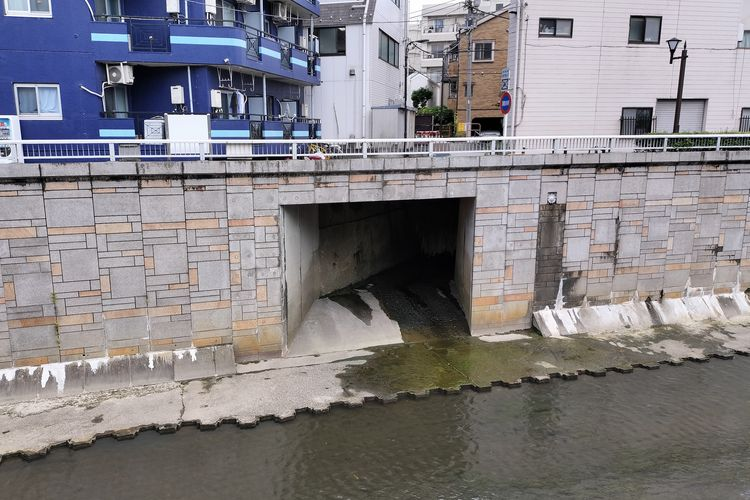
最終地点の神田川との接続部。対岸の中野区本町から見る。